# Antonio Porcel Román
Antonio Fernando Basilio Porcel Román (Mairena, 15 de juny de 1755 - Madrid, 5 de gener de 1832) fou un intel·lectual i polític espanyol, ministre durant el trienni liberal i acadèmic de la Reial Acadèmia Espanyola.

## Biografia
Pertanyia a una família de petits propietaris i el 1775 es graduà com a batxiller en lleis a la Universitat de Granada. Per recomanació d'un oncle seu marxà a Madrid, on el 1779 va començar a treballar d'advocat del Consell de Castella. Arribaria a oficial de la secretaria de Gràcia i Justícia d'Índies i el 1787 fou escollit acadèmic de la Reial Acadèmia Espanyola. En 1788 fou nomenat secretari reial per a l'administració de les temporalitats dels jesuïtes a Nova Espanya, el 1791 va rebre el grau de cavaller de l'Orde de Carles III.
Formaria part del ministeri de guerra en la Junta presidida pel comte de Floridablanca, però jurà la constitució de Baiona (1808). Durant la guerra del francès marxaria a Sevilla, però els seus béns foren embargats. En 1811 fou elegit diputat pel Regne de Granada a les Corts de Cadis. Va presidir la Junta de Legislació que prepararia la redacció de la Constitució espanyola de 1812, defensà un pla de contribucions públiques amb la creació de la Direcció de la Hisenda Pública, i l'aprovació de la Llei d'Impremta.
En 1814 fou empresonat per les seves idees liberals, i no en va sortir fins al pronunciament de Rafael de Riego de 1820. Durant el trienni liberal va ser Ministre d'Ultramar en el govern presidit per Evaristo Pérez de Castro Brito (març-novembre de 1820). Després seria membre del Consell d'Estat (1821-1823) i acompanyà al rei Ferran VII d'Espanya quan visità Cadis. Desterrat de la Cort amb l'arribada dels Cent Mil Fills de Sant Lluís, va poder tornar a Madrid sota vigilància uns anys més tard, on va morir.